# Raffaele Armenise

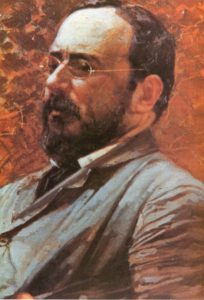
ritratto di Raffaele Armenise

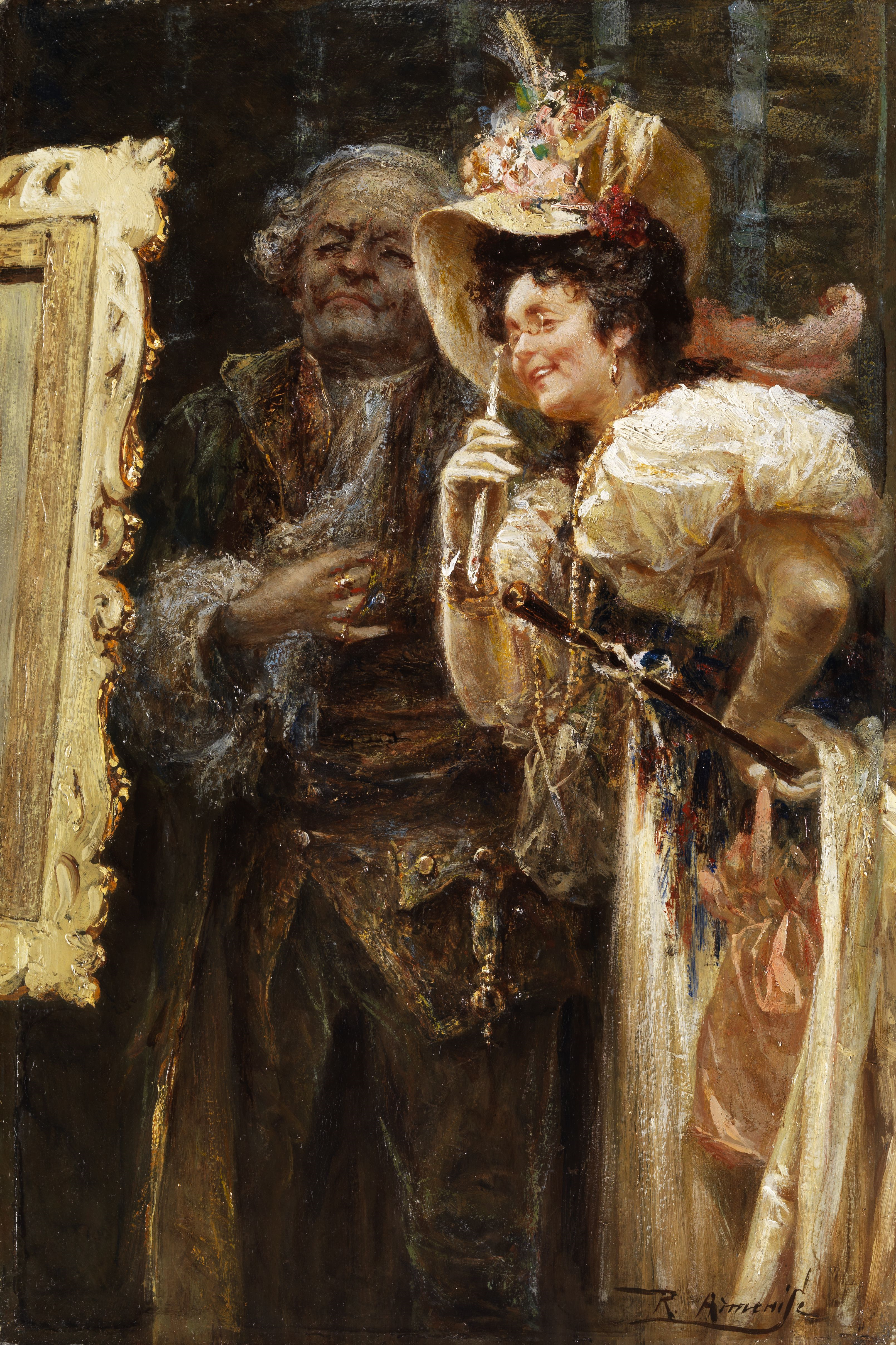
Esame di un quadro nello studio di un pittore

Raffaele Armenise (Bari, 20 marzo 1852 – Malgrate, 14 gennaio 1925) è stato un pittore e incisore italiano.

## Biografia
Si trasferì dalla città natale a Napoli nel 1869 ed ivi frequentò l'Istituto di Belle Arti, dove fu allievo di Domenico Morelli, Filippo Palizzi e Federico Maldarelli.
Si dedicò alla pittura di genere in costume ed i suoi dipinti ad olio rappresentarono soprattutto scene di vita popolare. Fu anche autore di incisioni su rame, litografie e disegni a penna di estrema finezza, spesso realizzati come illustrazione di libri e riviste dell'epoca.
Nel 1875 riuscì ad inaugurare un suo studio a Capodimonte e rapidamente divenne un pittore famoso con quadri come: il Maresciallo d’Ancre, l’Usurario ebreo, il Vaticano, Lo scotto troppo caro, La prova del veleno e I libertini.
Decorò, assieme al collega Giuseppe Aprea, il teatro Petruzzelli di Bari, di cui si occupò di affrescare la cupola e il sipario raffigurante l'ingresso di Orseolo II a Bari dopo la liberazione dai Saraceni ; lavori che, tuttavia, andarono perduti nell'incendio del 26 ottobre 1991. Sempre nel Politeama, al centro del soffitto del foyer, fortunatamente si è salvato dall’incendio uno splendido quadro che rappresenta La Musica, il Ballo e la Poesia. Un altro soffitto raffigurante Le Muse è nel ‘Salone delle Feste’ del Circolo Unione, al secondo piano del Teatro.
A Bari decora inoltre la volta della grande sala da pranzo a piano terra della Villa Romanazzi Carducci, commissionatagli dal marchese Giuseppe Maria Romanazzi Carducci. In essa sono raffigurati una serie di putti ed amorini che con un suggestivo trompe-l'œil trattengono reti colme di fiori e petali svolazzanti. Vola eseguita con tecnica mista, tempere su carta applicata su tela, cartapesta e legno.
Si sposa nel 1881 con la figlia della pittrice Leopoldina Zanetti e di Giacomo Ulisse Borzino, proprietario di uno dei primi stabilimenti di stampa a colori (oleografici) d'Italia. Il pittore si trasferì a Milano dove grazie alla grande fortuna ricavata dalle sue opere si fece costruire una monumentale villa, in provincia di Lecco sul lago di Como, a Malgrate, conosciuta anche come villa Ciribelli.
Negli anni successivi si dedicò alla decorazione della villa Bernasconi, oggi chiamata villa Argentina (Mendrisio), vinse una  medaglia d’oro assegnatagli del ministero della Pubblica Istruzione per l’opera Un ricco battesimo.
Morì a Milano il 12 gennaio 1925 (altri riportano il giorno 14) all’età di settantatré anni stroncato da infarto, fu sepolto nel cimitero di Malgrate, la tomba è ben visibile col busto dell’Armenise, opera dello scultore Enrico Astorri.

## Opere

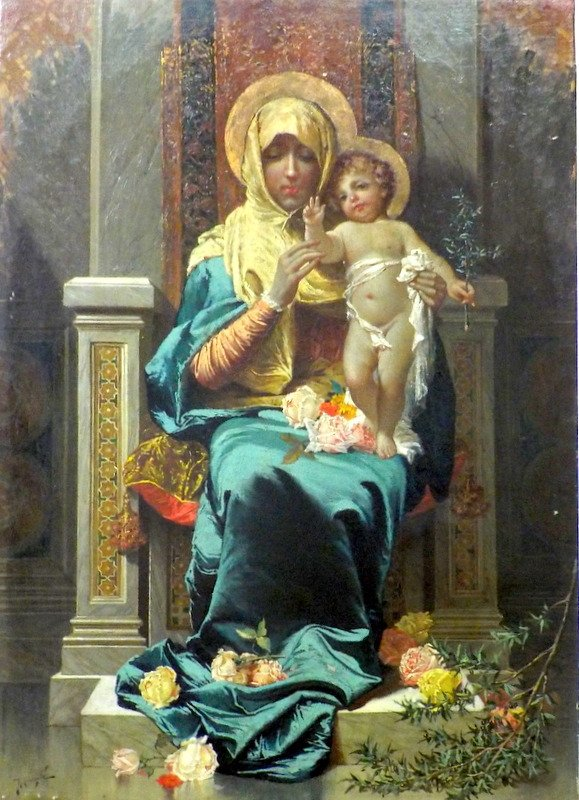
Madonna con bambino benedicente (Madonna delle rose). Anno: 1881-1890 - Tecnica: Olio su tela - Dimensioni: 70x50x2 cm

Uno dei lavori più conosciuti dell'Armenise è sicuramente La Madonna col bambino benedicente (o Madonna delle rose) del 1890 circa. 
Molte sue opere si trovano in collezioni private e musei, tra i quali il Museo Revoltella a Trieste, la Galleria Mitchell di New Orleans, il Kunstmuseum St. Gallen a San Gallo, il Museo di Buenos Aires e la Pinacoteca metropolitana di Bari.